# Свидник (район)
Район Свидник — район Словакии. Находится в Прешовском крае. Административный центр — город Свидник. На севере граничит с Польшей, на востоке с районом Стропков, на юге с районами Вранов-над-Топлёу и Прешов, на западе с районом Бардеёв.
Площадь составляет 550 км², население — 33 506 человек (2001).
На территории района находится 67 населённых пунктов, в том числе 2 города.

## Население
| Год:        | 1994   | 2004    | 2014    | 2024    |
| ----------- | ------ | ------- | ------- | ------- |
| Broj ljudi: | 32 982 | 33 399  | 32 997  | 31 041  |
| Разница:    |        | +1,26 % | −1,20 % | −5,92 % |

## Статистические данные (2001)
Национальный состав:
- Словаки — 83,3 %;
- Русины/Украинцы — 13,0 %;
- Цыгане — 2,6 %.

Конфессиональный состав:
- Греко-католики — 36,5 %;
- Католики — 31,9 %;
- Православные — 19,8 %;
- Лютеране — 6,6 %;
- Свидетели Иеговы — 0,7 %.